# 段霸
段霸（？—？），雁门郡原平县（今山西省原平市）人，北魏宦官。

## 生平
段霸的父亲段渊是后燕慕容垂时期的广武县县令，魏道武帝拓跋珪当初派遣骑兵扩张领土到了雁门郡，段霸因为年幼被俘虏，因而受到宫刑，段渊很快率领乡亲部属归附北魏云中。
段霸年少时就以谨慎敏慧而受到知遇，历任黄门侍郎、殿中尚书，封许昌侯，又升任护军将军、兼领太子少傅，进爵武陵公，外任使持节、开府仪同三司、都督定州诸军事、安东大将军、定州刺史，回朝出任侍中、南部尚书、兼任尚书令。魏太武帝拓跋焘亲自考核内外臣僚，大大的公开升降赏罚。前任定州治中张浑屯状告段霸之前在定州贪赃纳贿，顺道取财，拿回故乡。魏太武帝召见段霸对质，段霸不肯承认。魏太武帝因为段霸是亲近大臣而不全部说实话，由此更加恼怒，想要杀了他。拓跋晃进奏并请示，魏太武帝就将段霸免为庶人。
段霸的堂弟段荣是雍州别驾，兄弟以及近亲于是世代居住在广武城，修饰讲究有世家大族的门风。

## 家庭

### 六世祖
- 段昭，世代为燕王[2]

### 曾祖
- 段君石，西晋东平郡太守[2]

### 父亲
- 段渊，后燕散骑常侍、广武县县令[2]

### 子女
- 段邕，北魏内行阿干[2]

### 孙子女
- 段憘，北魏龙骧将军、凉州刺史、凉州都将、原平公[2]

### 曾孙子女
- 段通，北齐陵江将军[2]

## 延伸阅读
[在维基数据编辑]
 《魏書·卷94》，出自魏收《魏书》
 《北史·卷092》，出自李延壽《北史》